# 圣宾尼陀服

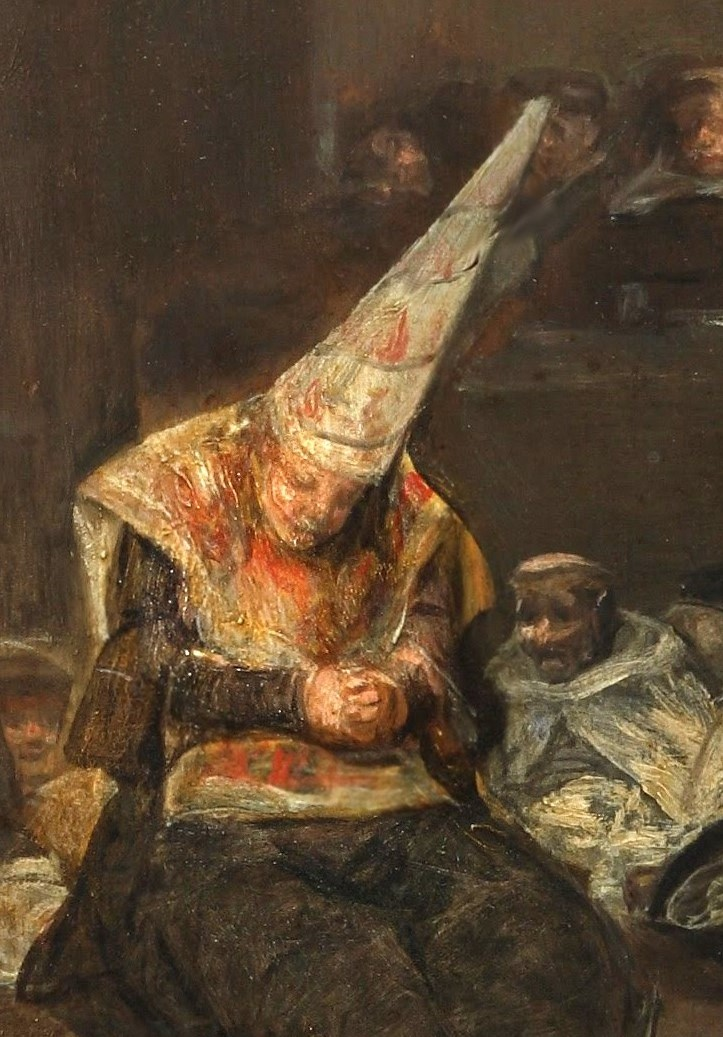
西班牙画家弗朗西斯科·戈雅笔下的身着圣宾尼陀服的异教徒

圣宾尼陀服（西班牙語：sambenito）是一种刑罚用途的衣服，西班牙宗教裁判所判决异端者时常让犯人穿着。实际上与修道士的肩衣类似，常见的一种是黄地配大红交叉十字，另一种则是黑地配上修道士、龙、火焰和恶魔的形象。犯人还需要戴上竖长圆锥形帽子。中国大陆1960-1970年代文化大革命时的公审，也常让“反革命分子”戴上类似的帽子以示侮辱。
圣宾尼陀这一名字一说来自圣本笃，另一说则来自西班牙语“有福的袋子”（saco bendito）